# لوبوشنگا
لوبوشنگا (به لاتین: Lubośnia) یک روستا در لهستان است که در گمینا شچرتسوو واقع شده‌است.